# M&M (motorfiets)
M&M is een historisch motorfietsmerk.
De afkorting staat voor Morgan & Maxwell, uit Streatham, London. Het is een Engels merk dat in 1914 motorfietsen met 269 cc Villiers-motor bouwde.
De Villiers 269cc tweetaktmotor was pas in 1913 op de markt gekomen en ontwikkeld op aandringen van aandeelhouder Frank Farrer. Het was meteen een succes. De motor was goedkoop, licht, makkelijk te onderhouden, betrouwbaar en als inbouwmotor bedoeld en dus ook makkelijk in te bouwen. Op die manier konden beginnende constructeurs snel een motorfiets op de markt brengen, maar het startmoment van Morgan en Maxwell, tegelijk met het uitbreken van de Eerste Wereldoorlog, was slecht gekozen.